# Walonowie
Walonowie (fr. Wallon, l.mn. Wallons; niderl. Waal, l.mn. Walen lub Wallon, l.mn. Wallons) – mieszkańcy lub osoby pochodzące z Walonii. Belgowie posługujący się językiem francuskim jako językiem ojczystym. Czasami posługują się nieformalnie językiem walońskim, czyli językiem francuskim w postaci mówionej, używanej w Walonii i północnej Francji. Wśród Walonów są zwolennicy Le mouvement wallon – ruchów politycznych, które domagają się zachowania odrębności walońskiej i Walonii, występują w obronie języka francuskiego, francuskiej kultury oraz praw francuskojęzycznej ludności w Belgii, zachowania języka walońskiego lub dążą do niezależności Walonii, a przynajmniej mocnej pozycji w federalnym rządzie belgijskim.

## Historia
Naród romański zamieszkujący głównie w południowej Belgii (ok. 3,9 mln) oraz we Francji (ok. 60 tys.) i Stanach Zjednoczonych (ok. 80 tys.). Większość Walonów używa języka francuskiego lub języka walońskiego. Walonowie są potomkami zromanizowanych Celtów (głównie Belgów). Są oni w większości katolikami (chrystianizacja w III–IV wieku). Mimo germańskiej ekspansji (od V wieku) zachowali romańską kulturę.
Już od czasów średniowiecznych w Walonii rozwijał się przemysł, dzięki obecności złóż węgla, złóż żelaza, lasów, dróg wodnych i siły roboczej. Walońscy wytapiacze metali byli znani i cenieni w Europie – w 1626 specjaliści z Walonii byli zatrudniani do prac przy wytopie w Szwecji.
Walonowie byli fachowcami od wydobywania i przetwarzania bogactw naturalnych, a szczególnie od eksploatacji srebra i złota rodzimego oraz kamieni szlachetnych.